# РП-1
| Мешавина Течни кисеоник/Петролеј | Мешавина Течни кисеоник/Петролеј |
| -------------------------------- | -------------------------------- |
| Максималан специфични импулс     | ~353                             |
| Однос оксиданса и горива         | 256                              |
| Густина ()                       | 081–102                          |
| Топлотни капацитет               | 124                              |
| Температура сагоревања           | 3.397°C                          |

РП–1 (Rocket Propellant–1 или Refined Petroleum–1 – ракетно гориво или прерађена нафта) је врста рафинисаног петролеја која највише подсећа на гориво за млазне авионе и користи се као ракетно гориво. Иако има мањи специфични импулс од течног водоника (LH2) РП–1 је јефтиније, стабилније на собној температури, далеко мање експлозивно и доста гушће до њега. РП–1 је далеко снажније од LH2 по запремини и густини енергије. Такође је далеко мање токсично и канцерогено у односу на хидразин, још једно гориво које се користи на собној температури. Због свега наведеног, горива на бази петролеја су веома практична за многе намене.